# Heratemita chrysozona
Heratemita chrysozona là một loài nhện trong họ Salticidae.
Loài này thuộc chi Heratemita. Heratemita chrysozona được Eugène Simon miêu tả năm 1899.